# (554982) 2013 JV65
(554982) 2013 JV65 est un objet transneptunien faisant partie des cubewanos.

## Caractéristiques
2013 JV65 mesure probablement environ 160 km de diamètre.

## Découverte
2013 JV65 a été découvert le 5 mai 2013.